# Сатанизъм на Ла Вей

## Сатанизъм на Ла Вей
Сатанизмът на Ла Вей е описан е в книгата на Ла Вей „Сатанинска библия“, която е разделена на:
- Книга на Сатаната;
- Книга на Луцифер;
- Книга на Белиал;
- Книга на Левиатан.
В тях той се опитва да оправдае по собствените си думи „Закона на джунглата“. Разглежда редица философски въпроси от най-различно естество като например какво е добро, кое е лъжа, какво трябва да бъде отношението на хората към глупостта. Ла Вей отделя значително внимание и на въпроса дали Бог съществува или не, защитавайки позицията, че единственият възможен Бог е самият човек. Разглежда въпроса за прошката и утвърждава, че такава не следва да се иска и да се дава. Много подобно е и отношението на Ла Вей по въпросите за даването и получаването на помощ. В „Сатанинска библия“ на Ла Вей са включени празници, които са всъщност езически, но са присвоени от него за сатанински. Ла Вей отрича черната меса в християнския ѝ вид за част от сатанизма. Във възгледите на Ла Вей за сатанизма централно място заема магията като част от сатанизма. Тя е представена от ритуали, които според Ла Вей са три вида. Ритуалите включват пособия за тях и още 13 други стъпки за изпълнение. В сатанинската магия според Ла Вей се включват четири взаимосвързани действия: Желание, Синхронизиране, Образност, Насочване. Ла Вей дава описание на 11 сатанински правила на Земята и 9 сатанински гряха, като на първо място сред греховете е Тъпотата.